# Museum Tower (Tel Awiw)
Museum Tower (hebr. מגדל המוזיאון) – biurowiec w osiedlu Ha-Cafon ha-Chadasz we wschodniej części miasta Tel Awiw, w Izraelu. Jest uznawany za najbardziej prestiżowy w Izraelu. Ceny wynajmu pomieszczeń biurowych są w nim najwyższe w całym kraju.

## Historia
Pierwotnie plan zagospodarowania przestrzennego miasta Tel Awiw przewidywał wybudowanie w tym miejscu budynków należących do sądów. Gdy odstąpiono od tego planu, ziemię tę odsprzedano za kwotę 50 milionów USD. Była to najwyższa kwota wypłacona w Izraelu za działkę budowlaną (w stosunku do jej wielkości). Wysoka cena gruntów wynikała z doskonałej lokalizacji - bezpośrednie sąsiedztwo Sądu Rejonowego w Tel Awiwie, strefy administracyjno biznesowej Ha-Kirja, Muzeum Sztuki Tel Awiwu, Tel Awiw Performing Arts Center i Centrum Medycznego Tel Awiwu.
Projekt wieżowca opracował architekt Zvi Gabay. Budynek powstał w 2005.

## Dane techniczne
Budynek ma 23 kondygnacji i wysokość 89 metrów.
Wieżowiec wybudowano w stylu architektonicznym określanym nazwą modernizmu. Wzniesiono go z betonu, stali i szkła. Elewacja jest w kolorze szarym.
Budynek posiada bezpośrednie połączenie poprzez napowietrzny korytarz z sąsiednim budynkiem Muzeum Sztuki Tel Awiwu.

## Wykorzystanie budynku
Budynek zajmują biura i prywatne apartamenty. Jest tutaj ambasada Danii. W części podziemnej znajduje się duży parking.
U jego podnóża znajduje się centrum kultury jidysz Bet Szalom Alechem.